# Roeland Smits
Roeland Smits (20 oktober 1975) is een Nederlandse triatleet uit Nijmegen.
Smits' specialisme is de lange afstand (3,8 km zwemmen, 180 km fietsen, 42,2 km lopen). In 2004 is hij begonnen op de kortere afstanden en in 2006 maakte hij de overstap naar de hele triatlon. In 2011, 2012 en 2013 werd hij tweede op het NK Lange afstand in Almere. Sinds 2011 maakt hij deel uit van het Davilex Triathlonteam. Smits is een van de oprichters van NSTV Trion.

## Palmares

#### 2010
- Almere, 3e in 8:36
- NK Lange Afstand Stein, 4e in 4:04

#### 2011
- NK Lange Afstand Almere, 2e in 8.38.01

#### 2012
- EK lange afstand, 8e in 8.32.10
- NK lange afstand Almere 2e in 8.09.57[1]
- Volcano Triatlon Lanzarote, 4e in 2:04

#### 2013
- Challenge Almere (2e op het NK Lange Afstand) 4e in 8.50.43[2]
- Triatlon Oud Gastel, 1e
- Triatlon Stroombroek Doetinchem, 1e[3]
- Challenge Roth, 8e in 8.24.03[4]

#### 2014
- Challenge Roth, 9e in 8.29.20[5]